# (28251) Gerbaldi
(28251) Gerbaldi est un astéroïde de la ceinture principale.

## Description
(28251) Gerbaldi est un astéroïde de la ceinture principale. Il fut découvert le 20 janvier 1999 à Caussols par le relevé ODAS. Il présente une orbite caractérisée par un demi-grand axe de 2,93 UA, une excentricité de 0,12 et une inclinaison de 2,9° par rapport à l'écliptique.